# Jarl André Storbæk
Jarl André Storbæk (Trysil, 21 september 1978) is een Noors betaald voetballer, die speelt als verdediger. Hij staat sinds 2012 onder contract bij de Noorse club Strømsgodset IF.

## Interlandcarrière
Onder leiding van bondscoach Åge Hareide maakte Storbæk zijn debuut voor het Noors voetbalelftal op 22 januari 2005 in het oefenduel tegen Koeweit (1-1), net als Øyvind Storflor, Roger Risholt en Lars Iver Strand. Storbæk speelde in totaal zeventien interlands voor zijn vaderland.

## Erelijst
Vålerenga IF
- Beker van Noorwegen

2008